# Adam Davidson
Adam Davidson (Los Angeles, 13 de agosto de 1964) é um ator e diretor estadunidense. Ficou conhecido por trabalhar em The Day Trippers, A Match Made in Heaven, Nature Boy, Grey's Anatomy e The Lunch Date.

## Filmografia
- Treme (2011) TV series
  - episódio 2.09 "What is New Orleans?"[2]
- Fringe (2010) TV series
  - episódio 2.14 "The Bishop Revival"
- United States of Tara (2010) TV Series
  - episódio "The Truth Hurts"
  - episódio "You Becoming You"
- Big Love (3 episódios, 2007–2010)
  - Strange Bedfellows (2010)
  - Fight or Flight (2009)
  - Rock and a Hard Place (2007)
- Community (4 episódios, 2009–2010)
  - Conspiracy Theories and Interior Design (2010)
  - The Art of Discourse (2010)
  - Communication Studies (2010)
  - Comparative Religion (2009)
- True Blood (1 episódio, 2009)
  - New World in My View (2009)
- Lie to Me (3 episódios, 2009)
  - Sacrifice (2009)
  - Depraved Heart (2009)
  - Moral Waiver (2009)
- Kings (1 episódio, 2009)
  - Insurrection (2009)
- The Ex List (1 episódio, 2008)
  - Climb Every Mountain Biker (2008)
- Saving Grace (1 episódio, 2008)
  - A Little Hometown Love (2008)
- Shark (6 episódios, 2007–2008)
  - Wayne's World 3: Killer Shark (2008)
  - Bar Fight (2008)
  - In Absentia (2007)
  - Gangster Movies (2007)
  - Wayne's World 2: Revenge of the Shark (2007)
  - Starlet Fever (2007)
- John from Cincinnati (1 episódio, 2007)
  - His Visit: Day Eight (2007)
- Rome (2005)
  - episódio 2.04 "Testudo et Lepus"
- For Norman... Wherever You Are (2005)
- Grey's Anatomy (2005) TV Series
  - episódio 1.04 "No Mans Land"
  - episódio 2.03 "Make Me Lose Control"
  - episódio 2.07 "Something to Talk About"
  - episódio 2.14 "Tell Me Sweet Little Lies"
- Life As We Know It (2004) TV Series
- Deadwood (2004) TV series
  - episódio 3.09 "Amateur Night"[3]
- Lost (2005) TV Series
  - episódio 2.06 Abandoned
- LAX (2004) TV Series
  - episódio "Credible Threat"
  - episódio "Out of Control"
- Jake 2.0 (2003) TV Series
- Monk (2002) TV Series
- The Agency (2001) TV Series
- The Chronicle" (2001) TV Series
  - episódio "Man and Superman"
  - episódio "Only the Good Die Young"
  - episódio "Tears of a Clone"
  - episódio "What Gobbles Beneath"
- Six Feet Under (2001) TV Series
  - episódio 5.10 "All Alone"
- The Invisible Man (2000) TV Series
  - episódio 2.18 "The Invisible Woman"
- Cover Me: Based on the True Life of an FBI Family (2000) TV Series
- Way Past Cool (2000)
- Law & Order (1990) TV Series
  - episódio 8.11 "Under the Influence"
- The Lunch Date (1989)